# Shorea maxwelliana
Espèce
Statut de conservation UICN

 EN A1c : En danger
Shorea maxwelliana est une espèce de plantes du genre Shorea de la famille des Dipterocarpaceae.